# Anschlag von Unango
Der Anschlag von Unango (auch: Attentat von Lichinga) vom 6. Dezember 1984 bei Unango in Mosambik war einer der schwersten terroristischen Anschläge gegen DDR-Bürger.

## Hintergrund
Ende der 1970er bzw. Anfang der 1980er Jahre war die Volksrepublik Mosambik der stärkste Empfänger des entwicklungspolitischen Engagements der DDR. Die als „wissenschaftlich-technische Zusammenarbeit“ bezeichneten Unterstützungsmaßnahmen auf „Basis des gegenseitigen Nutzens“ beinhalteten unter anderem die Entsendung von Experten und qualifizierten Fachkräften.
Am 24. Februar 1979 unterzeichneten der DDR-Staatsratsvorsitzende Erich Honecker und der mosambikanische Präsident Samora Machel in Maputo einen Vertrag über Freundschaft und wirtschaftliche Zusammenarbeit. 1980 startete die DDR im Norden von Mosambik eines der größten landwirtschaftlichen Projekte in Afrika. Vorgesehen war die Errichtung von Großfarmen mit bis zu 120.000 Hektar Anbaufläche. Dort sollten Produkte für den Export in die DDR angebaut werden, um Warenlieferungen, LKWs, Landmaschinen und Ausrüstungen für den Aufbau von infrastrukturellen Projekten abzuzahlen. Auf mosambikanischer Seite stand das Projekt unter administrativer Leitung von Adelaide Amurane im damaligen Landwirtschaftsministerium. Mosambik zahlte jedoch nicht nur mit den Erträgen der neuen landwirtschaftlichen Produktionsstätten, sondern vor allem mit Steinkohle aus dem Steinkohlebergwerk Moatize.
1984 herrschte in Mosambik Bürgerkrieg zwischen der marxistischen Befreiungsbewegung FRELIMO und der von Südafrika unterstützten antikommunistischen Widerstandsbewegung RENAMO. Die DDR unterstützte die FRELIMO durch die Entsendung von Militärberatern, doch die Fronten waren unklar. In den Jahren 1982/83 war es in Mosambik aufgrund von Dürre und Krieg nahezu zum Zusammenbruch der Landwirtschaft gekommen, zehntausende Menschen starben an Hunger. Die regelwidrige Kriegführung der RENAMO mit ihrer Raub- und Plünderungsstrategie richtete sich auch gegen die lokale Bevölkerung und gegen die Entwicklungshelfer.
Unango auf dem Lichinga Plateau in der mosambikanischen Nordprovinz Niassa war einer von zehn geplanten Standorten von Staatsfarmen und wurde das erfolgreichste Wirtschaftsprojekt der DDR in Mosambik. Die vor Ort als Cooperantes bezeichneten Aufbauhelfer kamen aus der Nähe von Jena und waren von ihrer LPG nach Mosambik delegiert worden. Sie wohnten mit ihren Familien in Lichinga, in einem während der portugiesischen Kolonialherrschaft Mitte der 1970er-Jahre errichteten Wohnblock. Wegen der zunehmend unsicheren Lage fuhren die Landwirte 1984 nur noch mit bewaffneten Eskorten auf die Staatsfarm Unango.

## Der Anschlag
Am 6. Dezember 1984 gegen 7.15 Uhr trat, wie an jedem Werktag, die Transportkolonne von fünf LKW IFA W50 und einem Multicar die Fahrt von Lichinga nach Unango an. 21 Milizionäre begleiteten den Konvoi ab Bacarilla durch gefährdetes Gebiet. An der Spitze fuhr ein Führungsfahrzeug mit zehn Milizionären mit einem Leichten Maschinengewehr (LMG) und Maschinenpistolen. Danach folgte der Multicar mit dem Direktor der Staatsfarm und vier mit Maschinenpistolen, Panzerfäusten und einem Schweren Maschinengewehr (SMG) bewaffneten Milizionären. An dritter Stelle in der Kolonne folgte ein IFA W50 Werkstattwagen mit Kofferaufbau, neun DDR-Bürgern, zwei Jugoslawen und einem Mosambikaner an Bord. Auf ihm befanden sich keine Milizionäre. Den Schluss der Kolonne bildeten ein Tankwagen und zwei mit Düngemitteln beladene LKW. Auf diesen Fahrzeugen fuhren weitere Milizionäre mit.
Zehn Kilometer vor Unango erfolgte der Überfall. Als die Kolonne an einem Berg die Fahrt verlangsamen musste, geriet sie in einen Hinterhalt und wurde aus dem Busch mit Maschinengewehren angegriffen. Der Multicar wurde mit einer Bazooka beschossen. Die Milizsoldaten, die den Konvoi schützen sollten, flohen. Der Werkstattwagen war das Hauptziel der etwa 45 mit Maschinenpistolen, Panzerfäusten und SMGs bewaffneten Angreifer. Der Überfall dauerte nur wenige Minuten, wobei sich der genaue Hergang im Nachhinein nicht mehr eindeutig rekonstruieren lässt.
Nach dem Anschlag wurden vier Deutsche außerhalb des LKW erschossen aufgefunden. Im Fahrzeug selbst befanden sich drei weitere tote DDR-Bürger, sowie der Jugoslawe und der Mosambikaner, die alle durch gezielte Kopfschüsse ermordet worden waren. Ein vierter Deutscher überlebte zunächst schwerverletzt. Den Ermordeten wurden teilweise Kleidung, Schuhe und andere Gegenstände geraubt. Der neunte Deutsche hatte sich während des Überfalls aus dem Führerhaus des W50 fallen lassen und war im Dickicht des Straßengrabens unentdeckt geblieben. Zusammen mit einigen anderen Überlebenden der Begleitmannschaft und seinen toten Kollegen kehrte er mit einem Lastwagen nach Lichinga zurück, um den Ehefrauen die Nachricht vom Tod ihrer Männer mitzuteilen. Am nächsten Tag wurde er mit den Toten sowie sämtlichen Angehörigen per Sondermaschine in die DDR ausgeflogen. Der schwerverletzte DDR-Bürger, der zwischenzeitlich in Maputo durch sowjetische Ärzte notoperiert worden war, erlag später seinen Kopfverletzungen und war somit das achte Todesopfer unter den DDR-Entwicklungshelfern. Außer den Deutschen und den jugoslawischen Helfern kamen auch Mosambikaner ums Leben, deren genaue Anzahl nicht bekannt ist und je nach Quelle zwischen 5 und 15 schwankt.
Einige FRELIMO-Funktionäre vertraten die Auffassung, der Überfall sei vermeidbar gewesen. Es hätte rechtzeitig Hinweise auf verstärkte Bandenaktivität gegeben, die bei den lokalen Behördenvertretern und der militärischen Leitung der Provinz jedoch nicht zu den erforderlichen Entscheidungen geführt hätten. Unmittelbar nach dem Ereignis trug die mosambikanische Seite der angereisten DDR-Delegation vor, welche militärische Unterstützung man jetzt von der DDR erwarte. In Maputo hoffte man, dass die DDR als Reaktion auf den Anschlag die schon seit längerem gewünschten Kampfhubschrauber liefern würde. Wie in den Jahren zuvor, hielt sich die DDR mit direkter Militärhilfe jedoch zurück.
Sechs Monate nach dem Attentat wurden die etwa 1000 DDR-Entwicklungshelfer aus Mosambik abgezogen. Der von der Führung der DDR erwartete Entwicklungsschub war ausgeblieben. Nachdem die UdSSR 1981 den Aufnahmeantrag Mosambiks für den Rat für gegenseitige Wirtschaftshilfe abgelehnt hatte, waren die Beziehungen zwischen der FRELIMO-Regierung und der DDR-Führung schlechter geworden. Mosambik versuchte in dieser Zeit sich politisch Südafrika wieder anzunähern. Der Anschlag hatte den Rückzug nur beschleunigt.

## Reaktion in der DDR
Unmittelbar nach dem Anschlag vermeldeten die DDR-Medien, dass „bei einem brutalen Überfall konterrevolutionärer Banden sieben Bürger der DDR heimtückisch ermordet“ wurden. Eine anschließende genaue Aufklärung der Ereignisse fand dagegen nie statt. Das Ministerium für Staatssicherheit stellte in seinem Bericht lediglich das „kapitulantenhaften Verhalten fast aller Sicherungskräfte“ fest. Im Obduktionsbericht des Gerichtsmedizinischen Instituts der Charité in Berlin wurde vermerkt, dass die tödlichen Projektile aus „Waffen vom Typ Kalaschnikow aus sowjetischer Bauart“ verschossen worden waren.

## Aufarbeitung und Gedenken
Die Hintergründe des Anschlags sind immer noch unklar. Es gab keine abschließende Untersuchung und keine Gerichtsverhandlung. Auch in Deutschland gab es keine Aufarbeitung der Ereignisse. 2009 stellte die Staatsanwaltschaft Gera das Verfahren in Deutschland ein und verwies den Fall an das Gericht in Maputo. Nachdem die DDR-Helfer das Land verlassen hatten, wurden die Wasserstauanlagen zerstört und die Musterfarm Unango zerfiel in viele Einzelwirtschaften. Die Provinzregierung von Niassa ließ 2009 am Ort des Anschlags einen Gedenkstein für die getöteten Deutschen errichten. Zur Einweihung fand eine Gedenkveranstaltung zum 25. Jahrestag des Überfalls mit offiziellen Vertretern der Provinzverwaltung und der Wirtschaft der Provinz Niassa, einer deutschen Delegation aus ehemaligen DDR-Landwirtschaftsspezialisten sowie Vertretern der in diesem Gebiet ansässigen Volksgruppe der Wayao statt.